# Distrito de Bieszczady
Bieszczady (polaco: powiat bieszczadzki) es un distrito (powiat) del voivodato de Subcarpacia (Polonia). Fue constituido el 1 de enero de 1999 como resultado de la reforma del gobierno local de Polonia aprobada el año anterior. Limita al este y al sur con Ucrania y con otros dos distritos de Subcarpacia: al oeste con Lesko y al norte con Przemyśl. Está dividido en tres municipios (gmina): uno urbano-rural (Ustrzyki Dolne) y dos rurales (Czarna y Lutowiska). En 2011, según la Oficina Central de Estadística polaca, el distrito tenía una superficie de 1139,07 km² y una población de 21 990 habitantes.